# Lowell Edwin Jones
Lowell Edwin Jones (* 1945 in Britton, South Dakota)  ist ein US-amerikanischer Mathematiker, der sich mit Topologie und Differentialgeometrie befasst.

## Leben
Jones wurde 1970 an der Yale University bei Wu-Chung Hsiang promoviert (A converse of a fixed point theorem of P. A. Smith).  Danach wurde er Professor an der  State University of New York at Stony Brook, an der er seit 1975 ist.
Er arbeitete viel mit F. Thomas Farrell zusammen zum Beispiel im Beweis von Spezialfällen der Borel-Vermutung, bei Anosov-Diffeomorphismen und beim Aufstellen der Farrell-Jones-Vermutungen in der algebraischen K-Theorie.
1990 war er eingeladener Sprecher auf dem Internationalen Mathematikerkongress in Kyoto (Rigidity in Geometry and Topology mit F. Thomas Farrell). 
1973/74 war er am Institute for Advanced Study.

## Schriften
mit Farrell:
- Anosov diffeomorphisms constructed from {\displaystyle \pi _{1}} Diff {\displaystyle (S^{n})}. In: Topology. Band 17, Nr. 3, 1978, S. 273–282, doi:10.1016/0040-9383(78)90031-9.
- {\displaystyle K}-theory and dynamics. I. In: Annals of Mathematics. Serie 2, Band 124, Nr. 3, 1986, S. 531–569, doi:10.2307/2007092.
- The surgery {\displaystyle L}-groups of poly-(finite or cyclic) groups. In: Inventiones Mathematicae. Band 91, Nr. 3, 1988, S. 559–586.
- A topological analogue of Mostow’s rigidity theorem. In: Journal of the American Mathematical Society. Band 2, Nr. 2, 1989, S. 257–370, doi:10.2307/1990978.
- Classical aspherical manifolds. Expository lectures from the CBMS Regional conference held at the University of Florida, January 9–14, 1989 (= Regional Conference Series in Mathematics. 75). American Mathematical Society, Providence RI 1990, ISBN 0-8218-0726-9.
- Isomorphism Conjectures in Algebraic {\displaystyle K}-Theory. In: Journal of the American Mathematical Society. Band 6, Nr. 2, 1993, S. 249–297, doi:10.2307/2152801.
- Topological rigidity for compact nonpositively curved manifolds. In: Robert Greene, Shing-Tung Yau (Hrsg.): Differential geometry. Band 3: Riemannian geometry. (Proceedings of the Summer Research Institute on Differential Geometry held at the University of California, Los Angeles, Los Angeles, California July 8–28, 1990) (= Proceedings of Symposia in Pure Mathematics. 54, 3). American Mathematical Society, Providence RI 1993, ISBN 0-8218-1496-6, S. 229–274.
- Complex hyperbolic manifolds and exotic smooth structures. In: Inventiones Mathematicae. Band 117, 1994, S. 57–74.
- Rigidity for aspherical manifolds with {\displaystyle \pi _{1}\subset GL_{m}(\mathbb {R} )}. In: The Asian Journal of Mathematics. Band 2, Nr. 2, 1998, S. 215–262, doi:10.4310/AJM.1998.v2.n2.a1.